# Дроздовка (Владимирская область)
Дроздовка — деревня в Ковровском районе Владимирской области России, входит в состав Новосельского сельского поселения.

## География
Деревня расположена в 16 км на юго-запад от центра поселения посёлка Новый и в 24 км на юго-запад от райцентра города Ковров, на автодороге М-7 «Волга».

## История
В XIX — первой четверти XX века деревня входила в состав Клюшниковской волости Ковровского уезда. В 1859 году в деревне числилось 12 дворов, в 1905 году — 21 дворов, в 1926 году — 37 дворов.
С 1929 года деревня входила в состав Патрикеевского сельсовета Ковровского района, с 1940 года — в составе Дмитриевского сельсовета, с 1954 года — в составе Клюшниковского сельсовета, с 1972 года — в составе Новосельского сельсовета, с 2005 года — в составе Новосельского сельского поселения.

## Население
| 1859 | 1905 | 1926 | 2002 | 2010 | 2021 |
| ---- | ---- | ---- | ---- | ---- | ---- |
| 71   | ↗148 | ↗173 | ↘38  | ↘11  | ↗23  |